# Giampaolo Dianin
Giampaolo Dianin (ur. 29 października 1962 w Teolo) – włoski duchowny katolicki, biskup Chioggii od 2022.

## Życiorys
Święcenia kapłańskie otrzymał 7 czerwca 1987 i został inkardynowany do diecezji padewskiej. Był m.in. dyrektorem kurialnego wydziału ds. rodzin, diecezjalnym asystentem Akcji Katolickiej oraz rektorem padewskiego seminarium duchownego.
3 listopada 2021 papież Franciszek mianował go ordynariuszem diecezji Chioggia. Sakry udzielił mu 16 stycznia 2022 biskup Claudio Cipolla.